# ژاردل نیوالدو ویرا
ژاردل نیوالدو ویرا (به پرتغالی: Jardel Nivaldo Vieira) مدافع اهل برزیل است که در شهر فلوریانوپلیس و در تاریخ ۲۹ مارس ۱۹۸۶ به دنیا آمده‌است.
ژاردل نیوالدو ویرا یکی از ستاره‌های باشگاه بنفیکا به شمار می‌آید.